# Federico d'Assia-Eschwege
Federico d'Assia-Wanfried-Eschwege, conosciuto anche come Federico d'Assia-Eschwege e detto Fritz il pazzo (Kassel, 9 maggio 1617 – Costian, 24 settembre 1655), fu, dal 1632 fino alla sua morte, langravio dell'appannaggio d'Assia-Eschwege, posto sotto la sovranità dell'Assia-Kassel.

## Biografia
Ottavo figlio del Langravio Maurizio d'Assia-Kassel, ricevette subito il Langraviato d'Assia-Eschwege per volere del padre.
Maurizio morì nel 1632 ad Eschwege. Nel corso della Guerra dei Trent'anni il castello e la città di Eschwege vennero distrutte nella pasqua del 1637. Si ha ragione di credere che però, effettivamente, Federico abbia preso residenza solo nel 1646 nei propri territori e che avesse vissuto gli anni precedenti a Stoccolma, in compagnia della moglie Eleonora Caterina, sorella del Re Carlo X di Svezia.
Federico in questo periodo, se non altro, poté svolgere una carriera militare di rilievo nell'esercito svedese, dove raggiunse il grado di Maggiore Generale, anche se non sono riconosciute a lui delle note di particolare merito nel corso della Guerra dei Trent'anni. Egli fu comunque presente alle armi nel corso degli scontri tra Svezia e Polonia (1655-1661). Per questa sua attività militare, fu raramente ad Eschwege. L'amministrazione del suo stato permise ai suoi tre fratelli di spadroneggiare sulla cancelleria del langraviato, fatto che gli procurò non pochi problemi nel rapporto personale coi sudditi. Si riscattò però cooperando attivamente per la ricostruzione della città di Eschweges dopo gli scontri, scegliendo anche la città come luogo di nascita per i suoi eredi.

## Morte ed eredità
Federico morì il 24 settembre 1655 a Costian vicino a Poznań, Polonia, nel corso delle operazioni militari indette dal cognato Carlo X Gustavo di Svezia, durante la Seconda guerra del nord, assieme al fratello Ernesto d'Assia-Rheinfels. Dopo due anni di odissea, le sue spoglie vennero sepolte nella chiesa di parrocchiale di Eschwege. Il castello di Eschwege venne assegnato come residenza per la vedova, ma ella stessa preferì ritirarsi in Svezia. Ella morì nel 1692 e venne sepolta accanto al marito ad Eschwege.

## Matrimonio e figli
Federico sposò l'8 settembre 1646 a Stoccolma Eleonora Caterina (1626-1692), figlia del Conte Palatino Giovanni Casimiro del Palatinato-Zweibrücken-Kleeburg (1589-1652) e sorella del Re Carlo X Gustavo di Svezia. La coppia ebbe i seguenti eredi:
- Margherita (Erfurt, 31 marzo 1647 - Erfurt, 19 ottobre 1647);
- Cristina (Kassel, 30 ottobre 1649 - Bevern, 18 marzo 1702), sposò nel 1667 il duca Ferdinando Alberto I di Brunswick-Lüneburg-Bevern;
- Elisabetta (Eschwege, 7 aprile 1650 - Eschwege, 27 aprile 1651);
- Giuliana (Eschwege, 14 maggio 1652 - Ijsselstein, 20 giugno 1693), potenziale moglie di Carlo XI di Svezia; sposò nel 1680 Johann Jakob Marchand, barone di Lilienburg;
- Carlotta (Eschwege, 3 settembre 1653 - Bremen, 7 febbraio 1708), sposò nel 1673 il principe Augusto di Sassonia-Weissenfels (figlio del duca Augusto) e poi nel 1679 il conte Giovanni Adolfo di Bentheim-Tecklenburg (dal quale divorziò nel 1693);
- principe ereditario Federico d'Assia-Eschwege (Eschwege, 30 novembre 1654 -27 luglio 1655).

## Ascendenza
|                               |                                  |                                   | Genitori                                |  |  | Nonni |  |  | Bisnonni          |  |  | Trisnonni            |  |
|                               |                                  |                                   |                                         |  |  |       |  |  | Filippo I d'Assia |  |  | Guglielmo II d'Assia |  |
|                               |                                  |                                   |                                         |  |  |       |  |  | Filippo I d'Assia |  |  | Guglielmo II d'Assia |  |
|                               |                                  | Anna di Meclemburgo-Schwerin      |                                         |  |  |       |  |  | Filippo I d'Assia |  |  |                      |  |
| Guglielmo IV d'Assia-Kassel   |                                  |                                   |                                         |  |  |       |  |  | Filippo I d'Assia |  |  |                      |  |
|                               |                                  | Cristina di Sassonia              | Giorgio di Sassonia                     |  |  |       |  |  |                   |  |  |                      |  |
|                               |                                  | Cristina di Sassonia              | Giorgio di Sassonia                     |  |  |       |  |  |                   |  |  |                      |  |
|                               |                                  | Cristina di Sassonia              | Barbara Jagellona                       |  |  |       |  |  |                   |  |  |                      |  |
| Maurizio d'Assia-Kassel       |                                  | Cristina di Sassonia              |                                         |  |  |       |  |  |                   |  |  |                      |  |
|                               |                                  | Cristoforo di Württemberg         | Ulrico di Württemberg                   |  |  |       |  |  |                   |  |  |                      |  |
|                               |                                  | Cristoforo di Württemberg         | Ulrico di Württemberg                   |  |  |       |  |  |                   |  |  |                      |  |
|                               |                                  | Cristoforo di Württemberg         | Sabina di Baviera                       |  |  |       |  |  |                   |  |  |                      |  |
| Sabina di Württemberg         |                                  | Cristoforo di Württemberg         |                                         |  |  |       |  |  |                   |  |  |                      |  |
|                               |                                  | Anna Maria di Brandeburgo-Ansbach | Giorgio di Brandeburgo-Ansbach          |  |  |       |  |  |                   |  |  |                      |  |
|                               |                                  | Anna Maria di Brandeburgo-Ansbach | Giorgio di Brandeburgo-Ansbach          |  |  |       |  |  |                   |  |  |                      |  |
|                               |                                  | Anna Maria di Brandeburgo-Ansbach | Edvige di Münsterberg-Oels              |  |  |       |  |  |                   |  |  |                      |  |
| Federico d'Assia-Eschwege     |                                  | Anna Maria di Brandeburgo-Ansbach |                                         |  |  |       |  |  |                   |  |  |                      |  |
|                               | Giovanni VI di Nassau-Dillenburg | Guglielmo I di Nassau-Dillenburg  |                                         |  |  |       |  |  |                   |  |  |                      |  |
|                               | Giovanni VI di Nassau-Dillenburg | Guglielmo I di Nassau-Dillenburg  |                                         |  |  |       |  |  |                   |  |  |                      |  |
|                               | Giovanni VI di Nassau-Dillenburg | Giuliana di Solberg-Wernigerode   |                                         |  |  |       |  |  |                   |  |  |                      |  |
| Giovanni VII di Nassau-Siegen | Giovanni VI di Nassau-Dillenburg |                                   |                                         |  |  |       |  |  |                   |  |  |                      |  |
|                               |                                  | Elisabetta di Leuchtenberg        | Giorgio III di Leuchtenberg             |  |  |       |  |  |                   |  |  |                      |  |
|                               |                                  | Elisabetta di Leuchtenberg        | Giorgio III di Leuchtenberg             |  |  |       |  |  |                   |  |  |                      |  |
|                               |                                  | Elisabetta di Leuchtenberg        | Barbara di Brandenburg-Ansbach-Kulmbach |  |  |       |  |  |                   |  |  |                      |  |
| Giuliana di Nassau-Dillenburg |                                  | Elisabetta di Leuchtenberg        |                                         |  |  |       |  |  |                   |  |  |                      |  |
|                               |                                  | Filippo IV di Waldeck             | Enrico VIII di Waldeck                  |  |  |       |  |  |                   |  |  |                      |  |
|                               |                                  | Filippo IV di Waldeck             | Enrico VIII di Waldeck                  |  |  |       |  |  |                   |  |  |                      |  |
|                               |                                  | Filippo IV di Waldeck             | Giovanna di Nassau-Dillenburg           |  |  |       |  |  |                   |  |  |                      |  |
| Maddalena di Waldeck          |                                  | Filippo IV di Waldeck             |                                         |  |  |       |  |  |                   |  |  |                      |  |
|                               |                                  | Jutta di Isenburg                 | Salentin VII di Isenburg                |  |  |       |  |  |                   |  |  |                      |  |
|                               |                                  | Jutta di Isenburg                 | Salentin VII di Isenburg                |  |  |       |  |  |                   |  |  |                      |  |
|                               |                                  | Jutta di Isenburg                 | Elisabetta di Hunolstein                |  |  |       |  |  |                   |  |  |                      |  |
|                               |                                  | Jutta di Isenburg                 |                                         |  |  |       |  |  |                   |  |  |                      |  |